# Edigheim
Edigheim ist ein Stadtteil im Ortsbezirk Oppau der kreisfreien Stadt Ludwigshafen am Rhein in Rheinland-Pfalz.

## Geschichte
Edigheim wurde im Lorscher Codex im Jahr 772 zum ersten Mal urkundlich erwähnt,  entstand wahrscheinlich aber bereits im 6. Jahrhundert und ist somit eine sehr frühe Gründung. Historisch relevant ist der althochdeutsche Name „Otincheim“, der einen erstaunlichen Bezug zum gleichnamigen Brunnen aus der Handschrift des Nibelungenlieds aufweist, an dem Siegfried von Hagen ermordet wurde.
Zusammen mit Oppau lag der Ort vermutlich bis ins Jahr 886 auf der rechten Seite des Rheins. Dann veränderte der Fluss zum wiederholten Mal seinen Lauf und seitdem liegen Oppau und Edigheim am linken Ufer.
Bis ins 19. Jahrhundert wurde Edigheim immer wieder vom Rheinhochwasser bedroht. In den Jahren 1774, 1784 und 1824 vernichtete das Hochwasser die Ernten und viele Bewohner ertranken. Auch nach der Rheinregulierung, die nach Plänen des Obersten Johann Gottfried Tulla ab 1826 durchgeführt wurde, blieb die Gefahr bestehen. Das schlimmste Hochwasser ereignete sich um die Jahreswende 1882/1883, als aufgrund der Schneeschmelze der Rhein um 6,60 Meter anstieg und der Damm brach. Oppau und Edigheim wurden überflutet. Menschen und Tiere mussten zum Teil auf die Dächer flüchten.
Am 23. Oktober 2014 kam es bei Arbeiten an einer Hochdruckgasleitung zwischen den Stadtteilen Oppau und Edigheim zu einer Explosion. Ein Mensch wurde dabei sofort getötet, 26 Personen wurden verletzt. Ein weiterer Verletzter erlag darüber hinaus am 12. November seinen Verletzungen. Häuser und Autos wurden im Umkreis von rund 100 Metern beschädigt, Wohnhäuser wurden teilweise unbewohnbar. Im Rahmen der Explosion wurde darüber hinaus eine Glasfaserleitung beschädigt, was wiederum zu Störungen in den nördlichen Stadtteilen von Ludwigshafen am Rhein, in Frankenthal und in Worms führte.

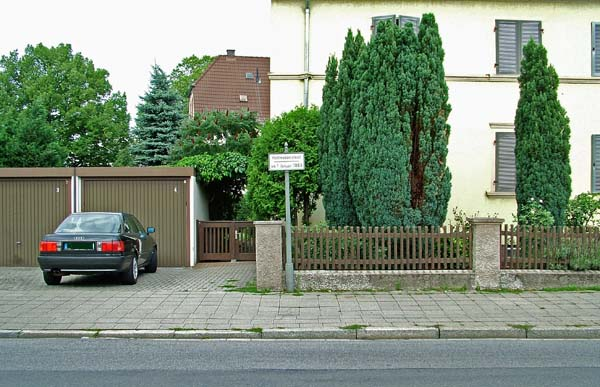
Gesamtansicht – Hochwassermarke 1883
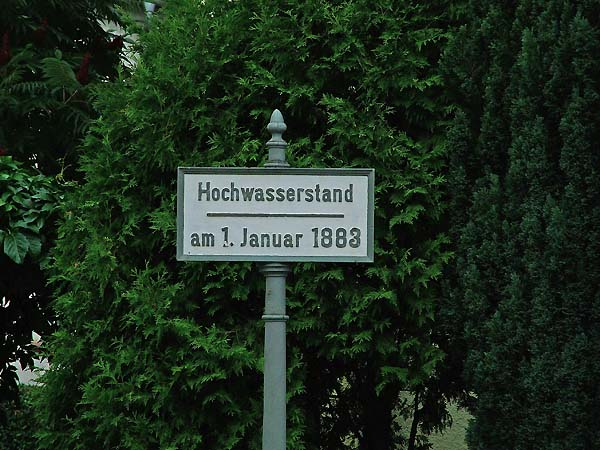
Detailansicht – Hochwassermarke 1883

Am 1. April 1928 wurde Edigheim nach zunehmenden wirtschaftlichen Schwierigkeiten und gescheiterten Beitrittsverhandlungen mit Frankenthal nach Oppau eingemeindet, mit dem es gemeinsam im Jahr 1938 Teil der Stadt Ludwigshafen am Rhein wurde.

## Kulturdenkmäler
Siehe Liste der Kulturdenkmäler in Ludwigshafen-Oppau

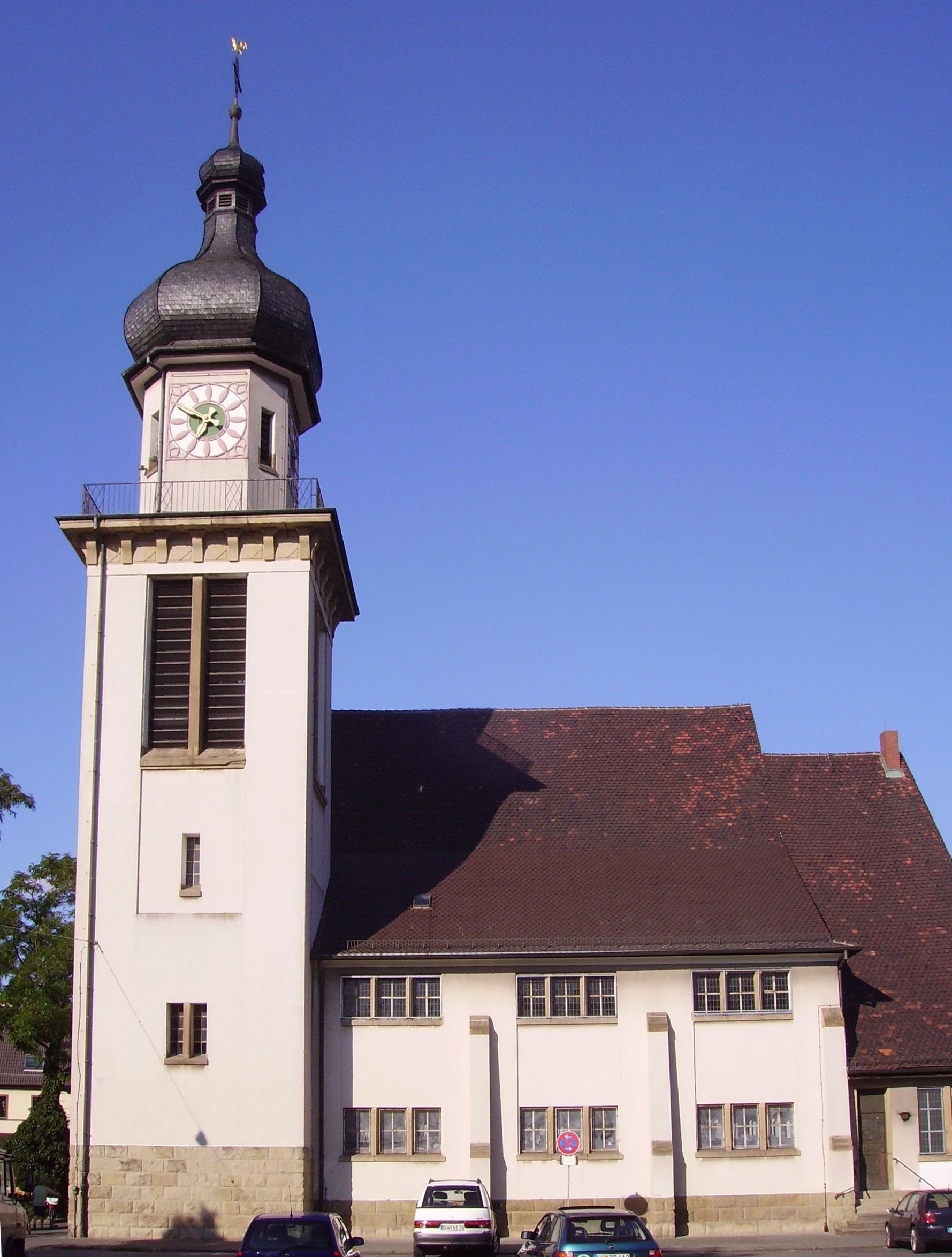
Evangelische Kirche
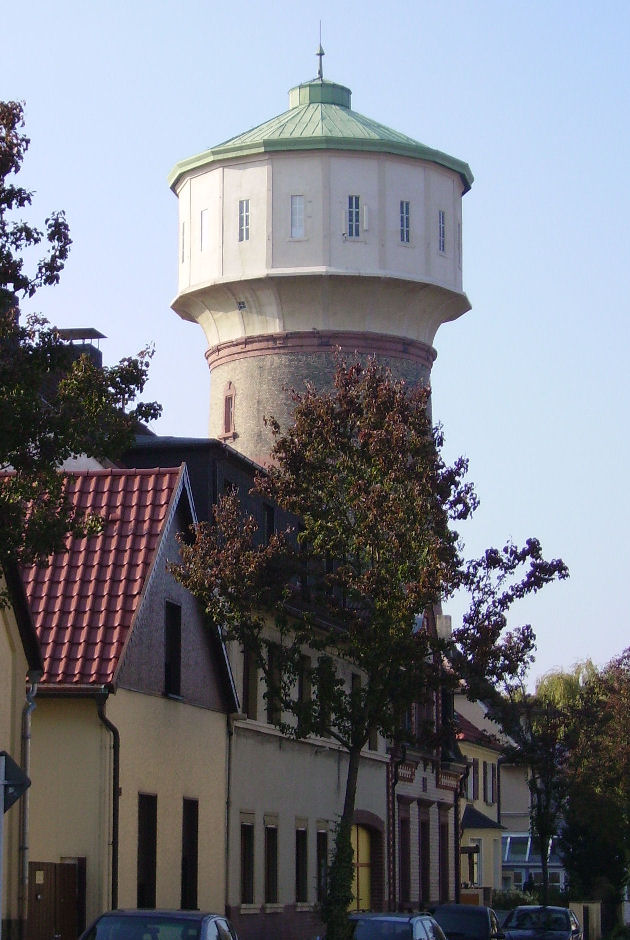
Wasserturm

## Schulen
- Lessingschule (Grundschule)
- Integrierte Gesamtschule Edigheim
- Wilhelm-von-Humboldt-Gymnasium

## Vereine

### Sportvereine
- ASV 1905 Edigheim
- TV 1895 Edigheim
- F. C. CROATIA Ludwigshafen 1997 e. V.
- VSG Edigheim

### Sonstige Vereine

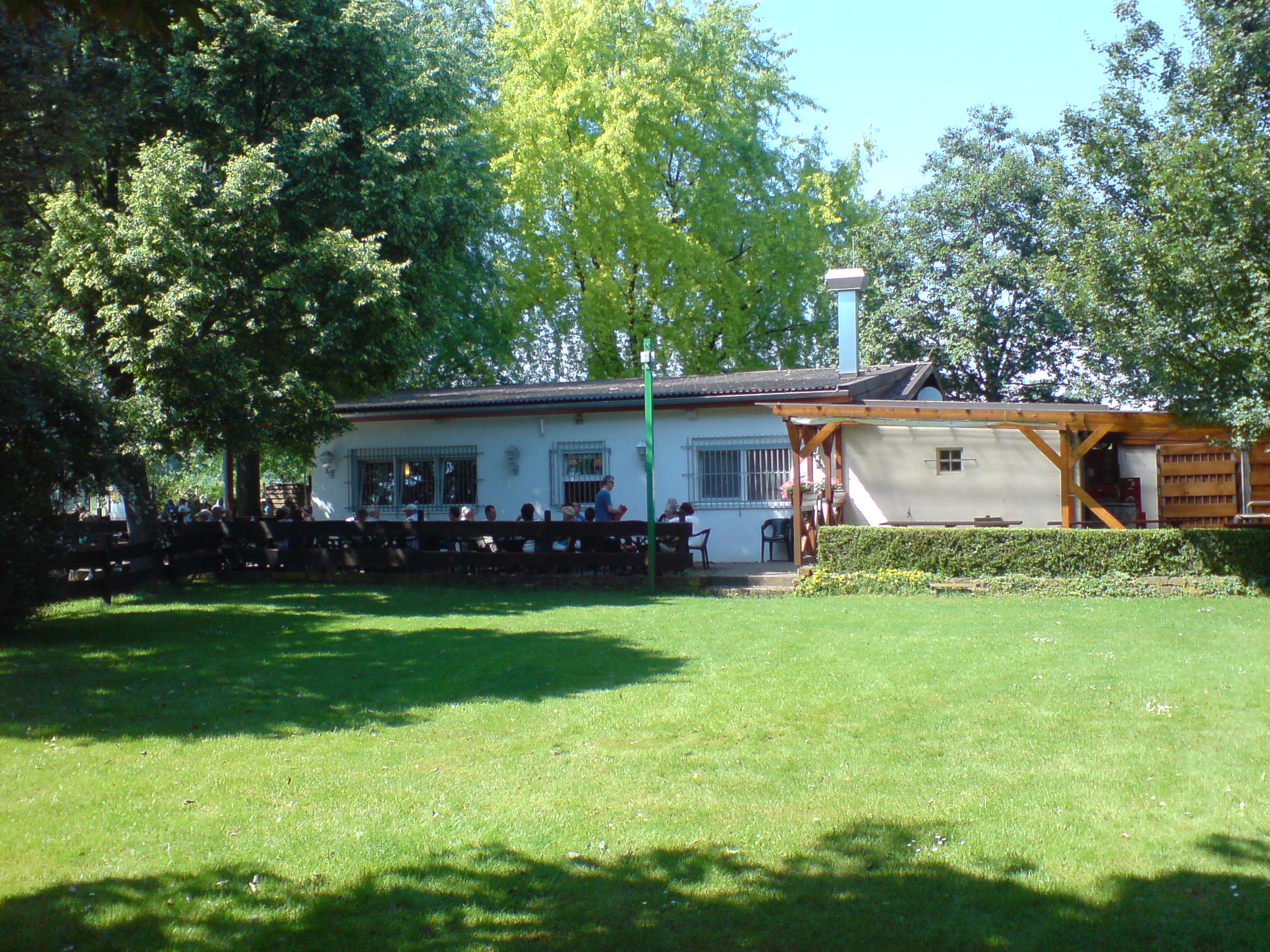
Die Hütte in der Nachtweide des Pfälzerwald-Vereins

- Freunde des Wilhelm-von-Humboldt-Gymnasiums
- Gemeinnütziger Kleingartenbauverein Oppau-Edigheim 1932
- Gesangverein „Liederkranz“ Edigheim 1845
- Gewerbeverein Oppau-Edigheim
- Naturfreunde Oppau-Edigheim
- Pfälzerwald-Verein, Ortsgruppe Oppau-Edigheim
- Verein der Hundefreunde Oppau-Edigheim 1922
- VerkehrsInitiative Edigheim in Ludwigshafen
- ASV Rheinfischer 1991 Edigheim
- Arbeitsgemeinschaft der Edigheimer Vereine 1960
- Verein der Edigheimer Handballfreunde 1999 (EHF)

## Persönlichkeiten
- Frid Muth (1912–1996), Unternehmer, Politiker (FDP), Verleger und Autor